# Consenso
Se denomina consenso el acuerdo producido por consentimiento entre todos los miembros de un grupo o entre varios grupos. La «falta de consenso» expresa el disenso.
Pero sería más correcto definirlo como el resultado obtenido después de la negociación en la que participan dos partes, en la que una de ellas está en superioridad frente a la otra pero necesita su aprobación y consentimiento, y en caso de no existir acuerdo, se obtiene la aprobación renunciando a parte de los objetivos y ofreciendo una contraprestación o contrapartida a cambio del consentimiento.
El consenso se diferencia de una mayoría en que cuando una mayoría se pone de acuerdo también hay una minoría que disiente, en cambio en el consenso no hay disenso. Mayor consenso en la toma de decisiones, entre los miembros de una organización, puede hacer que los acuerdos sean más estables y duraderos entre ellos.
Una decisión por consenso, no obstante, no implica un consentimiento activo de cada uno, sino más bien una aceptación en el sentido de no-negación.

## Consenso social
También hay interpretaciones del vocablo que se refieren al consenso como formador de las sociedades (en oposición a los conflictualistas, quienes encuentran en Hobbes la explicación más general de sus interpretaciones sobre la existencia de la sociedad), hablando de una naturaleza humana tendiente en mayor o menor medida a la igualdad de conjuntos de creencias, con distintos argumentos y elementos teóricos en cada caso.
Algunos autores relevantes relacionados con una perspectiva consensual de la sociedad son Émile Durkheim y Talcott Parsons.
Walter Lippman acuñó el concepto de manufacture of consent (1922), traducido posteriormente como consenso manufacturado en el título del libro de Noam Chomsky y Edward S. Herman.

## Consenso científico
El consenso dentro de la comunidad científica se rige a partir del método científico. El método científico implícitamente requiere la existencia de la comunidad científica, donde los procesos de revisión por pares y reproducibilidad son llevados a cabo. Es la comunidad científica la que reconoce y soporta el actual consenso científico dentro de un campo: "el paradigma científico reinante", el cual se mantendrá vigente y resistirá el cambio hasta que se presente una verdadera evidencia sustancial y repetida que tenga el argumento suficiente para poder demandar y demostrar un cambio de paradigma o nuevo enfoque o complemento (de acuerdo a la teoría de cambio científico llevada adelante por Thomas Kuhn).

## Consenso político
Afirmar que es una condición indispensable en los regímenes democráticos ya que se basan en la idea de que en ellos reside la soberanía, es una falsedad, ya que muy difilmemte, todos y cada uno de los ciudadanos tenga exactamente la misma opinión. Si fuera así, sería imposible que una democracia después de instaurada corriera peligro, y tenemos el más claro ejemplo en la antigua Grecia y otros casos en los que el sistema que llamamos democracia ha sido depuesto por militares o un dictador, y sirven estos mismos ciudadanos y militares para desmentir que el consenso es indispensable en democracia, y ni siquiera lo en caso de ser derrotada la democracia como sistema de gobierno, simplemente basta que un ciudadano no esté de acuerdo con esa forma de gobierno.
En cuanto a los no democráticos se ha propuesto distinguir entre «consenso activo», la adhesión completa al régimen, y «consenso pasivo», que indica no oposición al mismo. Sin embargo, algunos historiadores han planteado hasta qué punto los términos «consenso activo» y «consenso pasivo» son suficientes para «calibrar, definir y sistematizar la amplia gama de actitudes que los diversos ciudadanos pudieron adoptar en distintos momentos y circunstancias». «En las múltiples ambigüedades de la vida cotidiana, la “gente común”, modelaría su actitud dentro de los variados grises del consenso activo, la acomodación y la no conformidad», ha afirmado el español Ismael Saz. Por su parte el historiador suizo Philippe Burrin ha propuesto superar las limitaciones de las categoría de «consenso activo» y «consenso pasivo» mediante «el establecimiento de una gama escalonada de actitudes a partir de las nociones de aceptación y distancia. La primera englobaría la resignación, el apoyo y la adhesión; la segunda, la desviación, la disidencia y la oposición. La mezcla de varias de estas actitudes en un mismo individuo sería probablemente la situación más frecuente».

### "El consenso" en la Transición española
Durante el siglo XX, durante Transición española, la expresión consenso llegó a convertirse en un lugar común o lema del sistema político español, aplicado con insistencia a los pactos que dieron lugar a la redacción de la Constitución de 1978 por acuerdo de una gran mayoría de los partidos políticos, ya proviniesen de las esferas del poder del régimen del general Franco o estuviesen entonces prohibidos y en la clandestinidad. Especialmente se solía identificar el consenso con el entendimiento entre los dos principales, la gobernante (UCD) y el primer partido de la oposición (PSOE), siendo los principales negociadores Fernando Abril Martorell y Alfonso Guerra. A veces incluso existía un recelo por parte de otras fuerzas políticas de que los asuntos venían previamente pactados, lo que alteraría el mismo sentido de la expresión, con lo que pasó a recibir en algunos ámbitos un significado negativo, sobre todo entre grupos políticamente marginales y no tan marginales.
Pero esto sería caer en el error de fondo sobre la cuestión del verdadero significado de consenso.
Llegar a un acuerdo, implica que partiendo de dos ideas e intereses iguales o distintos, se llega a la conclusión por ambas partes que la solución correcta y que más interesa a ambos es una concreta, y por tanto hay acuerdo. Al contrario, el consenso no supone un acuerdo amplio y total que satisfaga por completo a todas las partes, significa que una o varias partes aceptan una solución pese a no satisfacer por completo su objetivo. Los motivos por los una parte acepta o legítima una solución distinta a la que desea, sólo se explica o por recibir alguna contraprestación de otro tipo, lo que puede considerarse una especie de soborno, o porque se encuentra en inferioridad, ya sea a causa de correr peligro o no tener suficientes argumentos que hagan cambiar de opinión a la otra parte.
Ya que previamente a la Constitución, los principales partidos habían acordado, con el mismo espíritu, un importante pacto consensuado en el terreno económico y social, podemos deducir que por fuerza, alguna parte tuvo que ceder y aceptar cosas con las wue mo estaba de acuerdo, a cambio de alguna contrapartida, y lo más probable es que la otra parte también lo hiciers porque estaba en una situación de inferioridad.
Esto evidencia que aunque aparentemente el gobierno franquista estaba en situación de superioridad, no lo estaba, ya que sin un líder y un cambio, el peligro de una respuesta ciudadana en contra del Régimen era grave, y no tenían otra salida que ofrecer compartir el poder para no perder el poder por completo. Igualmente, los partidos de la oposición ilegalizados hasta entonces buscaban un sistema democrático, en cambio lo que hicieron fue aceptar parte del poder dentro del nuevo sistema que el Régimen le ofrecía como contrapartida.
El hecho es que ni siquiera fueron votados por los ciudadanos los representantes que debían negociar esa nueva constitución, pero aún supone que lo hicieran en secreto, blanqueando el concepto de pacto consensuado. Efectivamente un pacto, no un acuerdo, ni una negociación, un pacto, mediante consenso.
Es de esperar que la mayor parte de ciudadanos no fuera realmente consciente de lo que esto significaba y las verdaderas consecuencias, ya que estaba emocionado y alegre porque suponía que ganar derechos y libertades individuales que no tenía hasta entonces significaba lo mismo que democracia, y no es así.